# 一線四星
一線四星。為中華民國警察職務階级之一，佩階一線四星，官等列「警佐二階至警正四階」，同一般公務員委任第四職等至薦任第六職等，相當於軍職上士至一等士官長階級。上级為巡官（二線一星），下級為基層警員（一線三星）。

一線四星（第十序列）職務階級識別章

## 概要
經公務人員特種考試（一般）警察人員考試及格，且經臺灣警察專科學校、中央警察大學畢業或訓練合格，並有一定時間的工作經驗與傑出的指導能力，經相關訓練合格後，並依志願員額等因素分發各地警察機構。分發不分男女性別年齡，均分發至警察局、派出所等，在該機關擔任交通警察、保安警察及刑事偵防警察、外事警察、鑑識警察等外勤事務性工作。

## 主要職稱
- 警政署本部
- 警政署所屬機關
  - 警務佐、巡佐、小隊長
- 中央警察大學、台灣警察專科學校
  - 教育班長
- 刑事警察單位
  - 偵查佐、小隊長
- 地方警察局本部
- 地方警察局所屬機關、警察分局所屬機關
  - 警務佐、巡佐、小隊長
  - 中規模派出所、中（小）規模分駐所　－　巡佐副所長
  - 小規模派出所 －　巡佐所長
  - 駐在所 －　巡佐所長

中小規模分駐所-巡佐所長
小規模分駐所-巡佐所長

## 晉升途徑
晉昇下一階級需經過中央警察大學畢業或訓練合格，否則無法再晉升，途徑如下：
- 報考公務人員特種考試警察人員考試三等考試，考取後至中央警察大學受訓10個月、實務訓練2個月，經訓練及格後銓敘警正警察官，並派任巡官職務。
- 報考中央警察大學二年制技術系入學考試，考取後至中央警察大學修業2年，畢業取得學士學位，待晉升警正警察官後視職務缺額排序派任巡官職務。
- 報考中央警察大學研究所碩士班入學考試，考取後至中央警察大學修業2至4年，結業後取得碩士學位，待晉升警正警察官後視職務缺額排序派任巡官職務。
- 報考中央警察大學警佐班第一類、第三類考試，考取後至中央警察大學受訓4個月，結業後待晉升警正警察官後視職務缺額排序派任巡官職務。
- 報考中央警察大學警佐班第二類考試，考取後至中央警察大學受訓10個月，結業後視職務缺額排序派任巡官職務。

## 相等職級
- 內政部消防署 一線四星「警佐二階至警正四階」

中華民國內政部消防署：隊員、小隊長、技佐

- 海洋委員會海巡署艦隊分署「警佐二階至警正四階」

中華民國海洋委員會海巡署艦隊分署：隊員、小隊長

中華民國海洋委員會海巡署艦隊分署：隊員、小隊長

中華民國海洋委員會海巡署艦隊分署：隊員、小隊長

- 法務部矯正署 一線四星「委任第四職等至第五職等」

中華民國法務部矯正署：主任管理員

- 巡查部長（日本警察）